# 艾丽斯·威廉斯 (1998年)
艾丽斯·威廉斯（英語：Alice Williams，1998年12月24日—），為澳大利亚女子水球运动员。她曾代表澳大利亚国家代表队参加2024年夏季奥林匹克运动会女子水球比赛，並获得一枚银牌。